# Welthauptstadt Germania
Welthauptstadt Germania ("Verdenshovedstad Germanien") var Adolf Hitlers vision for en total ombygning af Berlin til hovedstad i det nazistiske verdensrige. Albert Speer, Det tredje riges "første arkitekt" og en af Hitlers nærmeste medarbejdere, stod for det meste af udformningen af planerne for byen.
Germanien skulle blive mere monumental end nogen anden by i historien, for at vise verden Hitlers magt og det tyske folks overlegenhed. Berlin skulle omstruktureres langs en 50 km lang øst-vest akse; en udvidelse af den allerede eksisterende Unter den Linden og nuværende Strasse des 17. Juni, og en ny, 40 km lang nord-syd akse, som ifølge Speer skulle fungere mere som en rituel passage end en funktionel trafikåre. På begge sider af den 120 meter brede avenue skulle der rejses ufattelige og overdådige pragtbygninger som skulle overgå Rom, det nye Berlins eneste rival i verden, som Hitler selv udtrykte det. De mest iøjnefaldende byggerier ville blive en 117 meter høj og 170 meter bred triumfbue, stor nok til at hele Triumfbuen på Champs-Élysées i Paris ville kunne stå inde i den, og selve kronen på værket: Grosse Halle, eller Volkshalle (Folkets Hal), en 250 meter vid og 320 meter høj dom, 16 gange større end Peterskirken, med plads til 180.000 mennesker.
Kun et få antal af byggeprojekter var påbegyndt før udbruddet af 2. verdenskrig. En håndfuld bygninger i tilknytning til nord-syd aksen var færdig, som Hitlers nye Rigskancelli og Turismens Hus (begge ødelagt under krigen), og i tillæg Berlins Olympiastadion og Tempelhof lufthavn. Speer blev rustningsminister i 1942, og alle videre planer måtte lægges på is til fordel for det tyske krigsmaskineri.
Nazisterne var optaget af at rive det "gamle" Berlin ned, som var kendt som en multikulturel by og venstrebastion. Hitler mente at den fjendtlige bombning af byen bare var en fordel som muliggjorde nazisternes ønske om at udslette den gamle by fuldstændig og opbygge noget helt nyt.